# Otto-Dix-Haus (Gera)

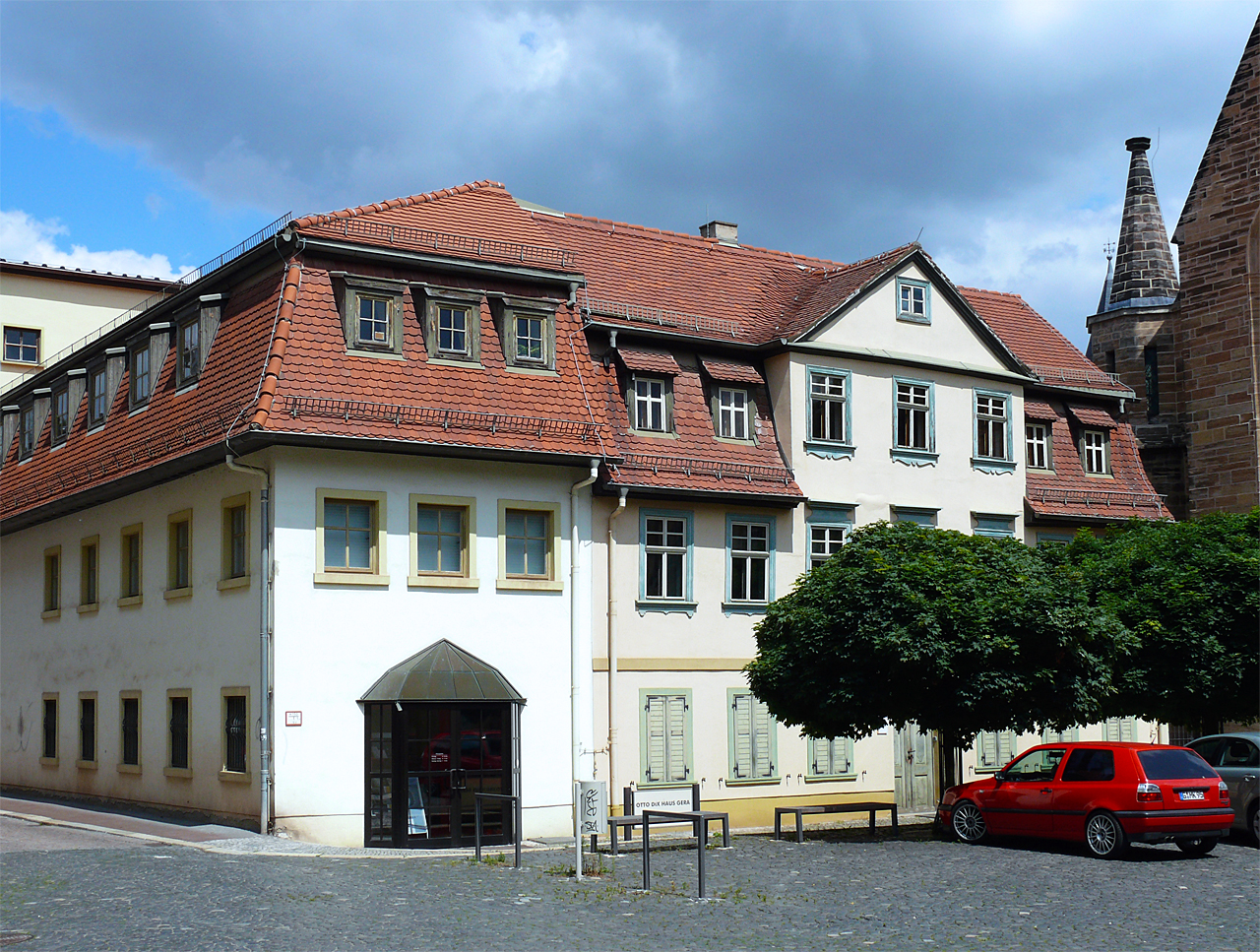
Außenansicht (2008)

Das Otto-Dix-Haus in Gera ist das Geburtshaus des Malers Otto Dix, es steht am Mohrenplatz 4. Das denkmalgeschützte Haus wurde 1991, zum 100. Geburtstag von Otto Dix, ein Kunstmuseum, das auf zwei Etagen ausstellt.

## Lage
Das Otto-Dix-Haus mit seiner Kunstausstellung befindet sich in Gera-Untermhaus neben der Marienkirche am Mohrenplatz sowie in der Nähe des Hofwiesenparks (Gelände der Bundesgartenschau 2007) und des Schlosses Osterstein.

## Baugeschichte
Der denkmalgeschützte Fachwerkbau wurde im 18. Jahrhundert, mutmaßlich 1728 errichtet. 1946 wurde das Hinterhaus für Wohnzwecke umgebaut. Im Vorfeld des 100. Geburtstages von Otto Dix, der am 2. Dezember 1891 im Haus geboren worden war, wurde das Gebäude von 1988 bis 1991 umgebaut und als Museums- und Galeriekomplex schließlich der Öffentlichkeit übergeben. Dazu wurde im Zusammenhang mit einem neuprojektierten, historisierenden Nebengebäude an der Westseite ein Anbau als Erschließungs- und Funktionstrakt neu errichtet.

## Museale Nutzung

### Ausstellungen

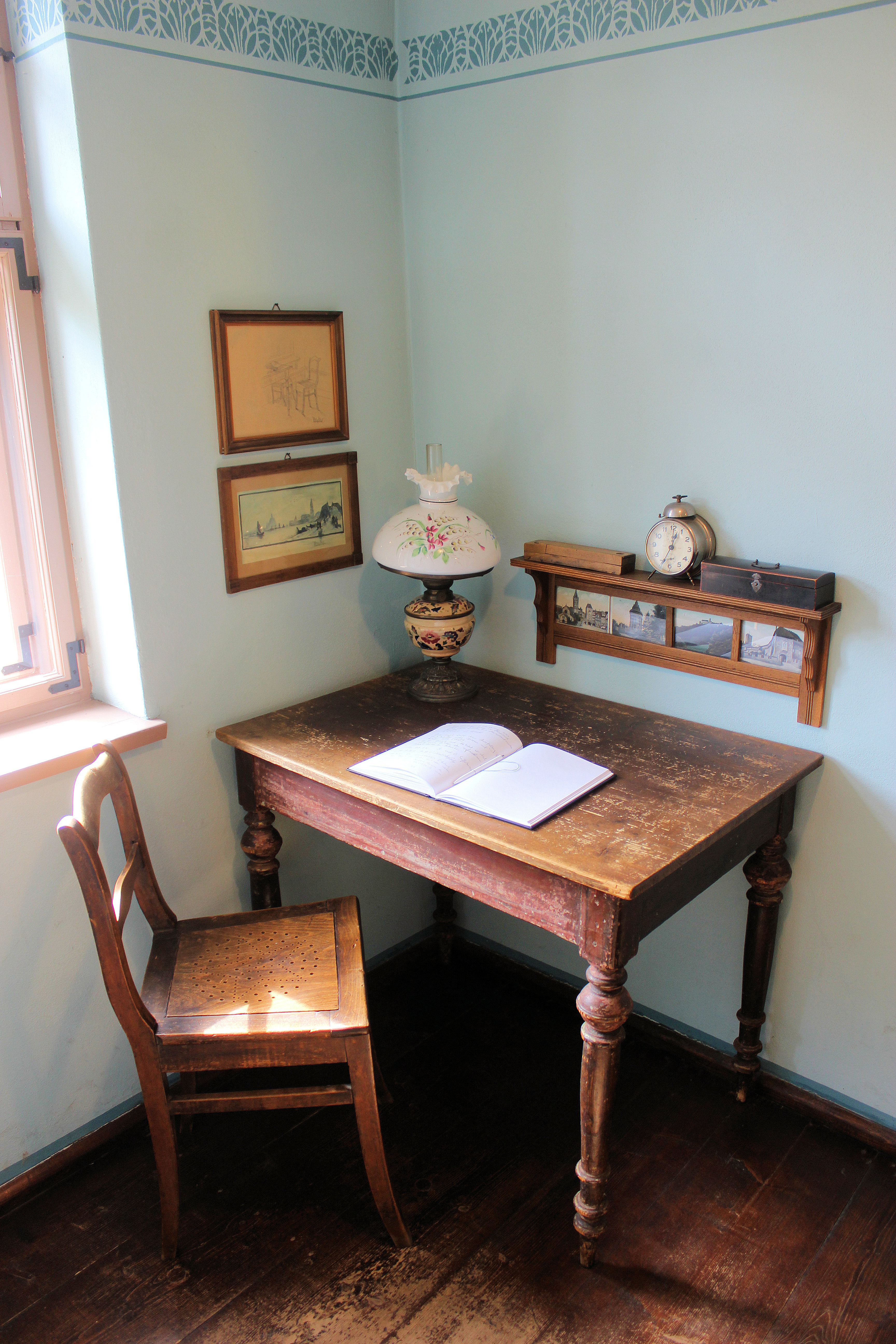
Schreibstube im Otto-Dix-Haus (2021)

Zur Dauerausstellung des Museums gehören Zeichnungen, Ölgemälde sowie gedruckte Grafiken des Eigenbestandes und Mobiliar aus den Jahren um 1900. Diese stammen teilweise aus dem eigenen Sammlungsbestand, der durch Dauerleihgaben der Otto Dix Stiftung Vaduz und der Sammlung Niescher ergänzt wird.
Neben Werken von Otto Dix, die ihren festen Platz haben, sind hier auch wechselnde Ausstellungen anderer Leihgaben zu sehen. Neben den Bildausstellungen befindet sich dort auch eine feste Ausstellungseinheit. Es sind die Räume, in denen damals Otto Dix gelebt hat. In Vitrinen kann man hauptsächlich Werke auf Papier betrachten.

### Angebote
Neben der eigentlichen Ausstellung stellte das Otto-Dix-Haus bis ins Jahr 2007 ausgebildete Museumspädagogen und Künstler, die Kinder und Jugendgruppen betreuten. In eingeteilten Altersgruppen wurden dort selber Werke erstellt. Die Gruppen nutzten die Ausstellungen als Motivhilfe oder Technikbeispiel.

### Renovierung 2016

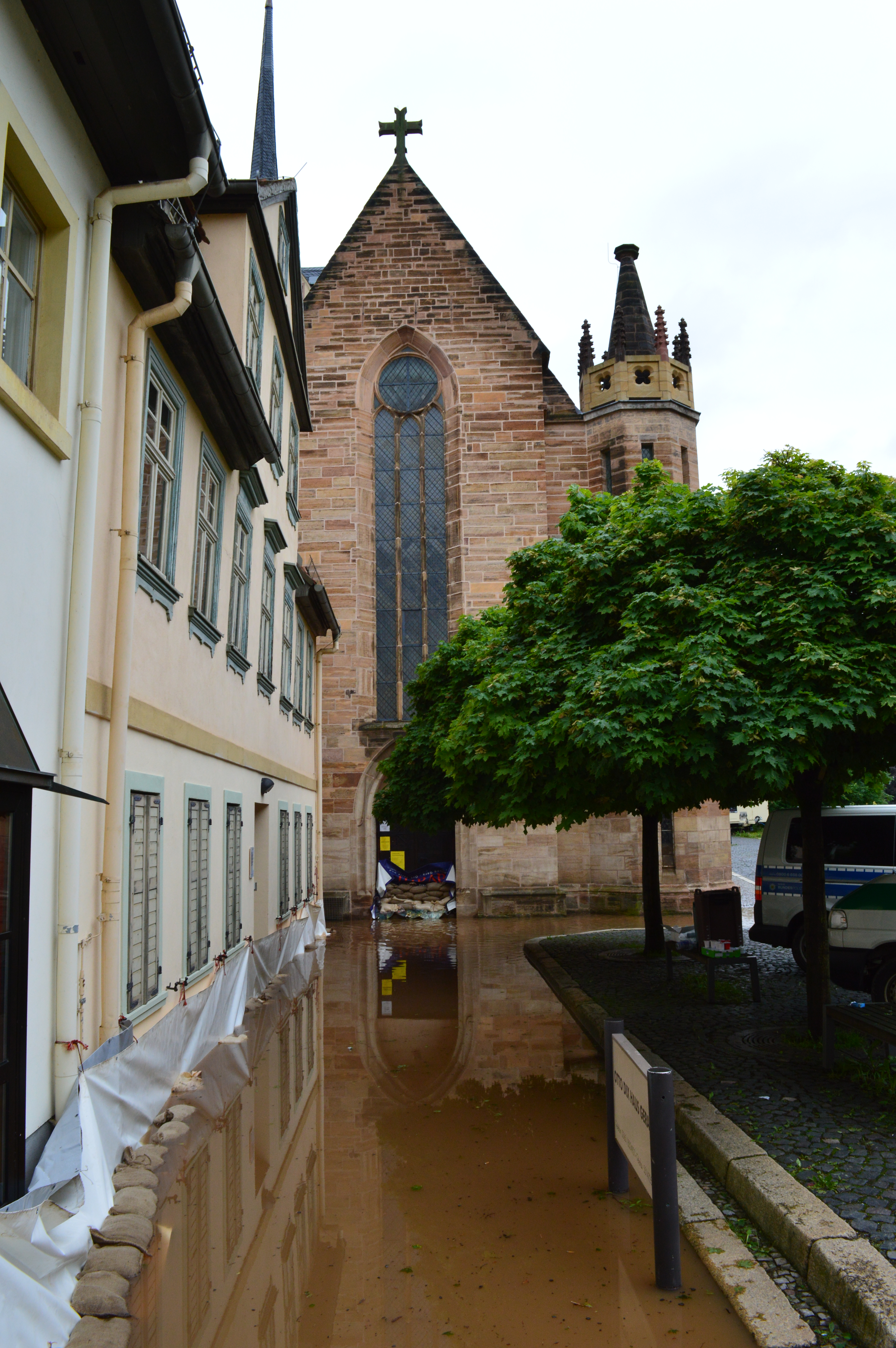
Hochwasser am Otto-Dix-Haus, 3. Juni 2013

Im Juni 2013 erreichte das Hochwasser der Weißen Elster das Erdgeschoss des Museums. Die Hochwasserschäden machten eine Sanierung des Gebäudes notwendig. Am 4. Januar 2016 wurde das Otto-Dix-Haus daher geschlossen, einige Exponate kamen in eine Interimsausstellung im Stadtmuseum. Zu Dix’ 125. Geburtstag am 2. Dezember 2016 wurde das Haus mit der Sonderausstellung Otto Dix: Zeichenkunst mit Silberstift wiedereröffnet.